# داگلاس دی‌سی-۳

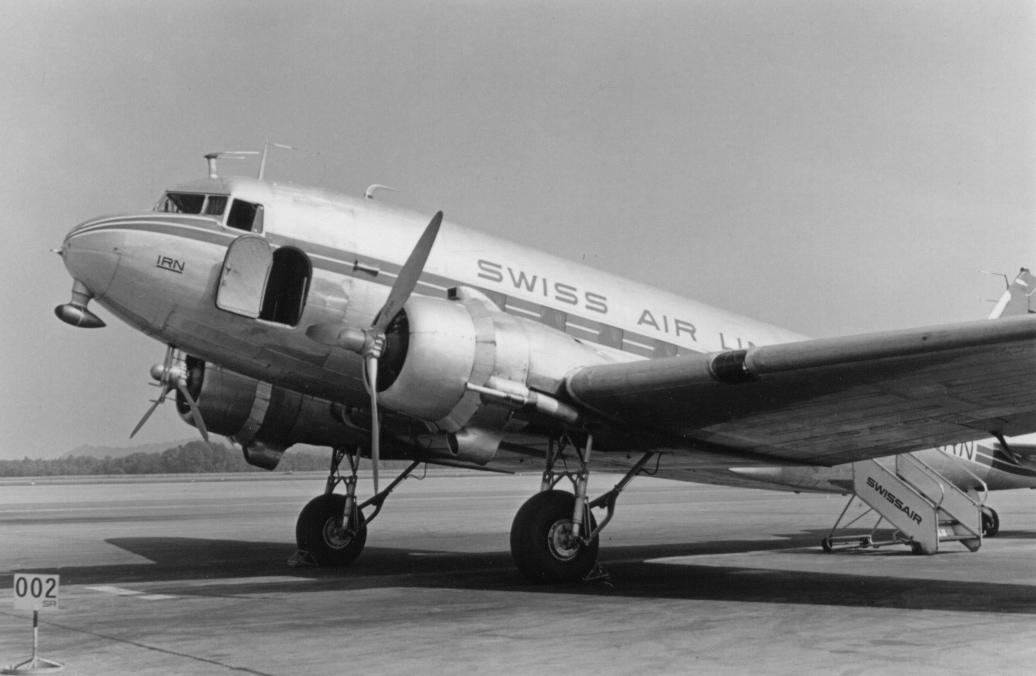
دی‌سی-۳ شرکت سوئیس ایر

داگلاس دی‌سی-۳ هواپیمای دوموتوره حمل و نقل ساخت شرکت هواپیماسازی داگلاس بود که در دهه ۱۹۳۰ و ۱۹۴۰ صنعت هواپیمایی جهان را دگرگون کرد.
نخستین نمونه این هواپیما در ۱۹۳۵ پرواز کرد. در دهه ۱۹۳۰ و ۱۹۴۰ بسیاری از شرکت‌های هواپیمایی آن را بکار گرفتند. در جنگ جهانی دوم ارتش آمریکا نمونه‌های مختلف آن را برای کاربردهای حمل نیرو و حمل بار سفارش داد. معروف‌ترین نمونه‌های نظامی آن با نام‌های سی-۴۷ و داکوتا شناخته می‌شد. پس از جنگ بسیاری از همین هواپیماهای نظامی را تبدیل به هواپیمای غیرنظامی‌کردند و در شرکت‌های هواپیمایی بکار رفت.
هواپیمای داگلاس دی‌سی-۳ نخستین هواپیمایی بود که یک غذاخانه طراحی‌شده در داخل خود داشت.
چند فروند از این هواپیما هنوز در وضعیت پروازی قرار دارد و برای حمل و نقل و در نمایش‌های هوایی به پرواز در می‌آید.